# Freienfels (Weinbach)
Freienfels ist ein Ortsteil der Gemeinde Weinbach im mittelhessischen Landkreis Limburg-Weilburg. Bekannt ist der Ort durch die Freienfelser Ritterspiele, die über den 1. Mai veranstaltet werden.

## Geografie
Der Ort liegt im östlichen Hintertaunus, nördlich des Kernorts von Weinbach. Am Nordrand von Freienfels fließt die Weil. Des Weiteren mündet der Weinbach hier in die Weil. Markantester Punkt ist die Burg Freienfels.

## Geschichte

### Ersterwähnung
Die älteste bekannte Erwähnung von Freienfels unter dem Namen Frigenwels erfolgte in einem Testament vom 3. November 1327 des Propstes von Gemünden, als die Burg Freienfels zusammen mit der Siedlung Mainlinten genannt wird. Seitdem sind Ortschaft und Burg ausschließlich zusammen und im Jahr 1359 dann als Fryenfels erwähnt worden.
Im Gebiet der heutigen Gemarkung liegen die Wüstungen Mainlinten und Römersteg. 
Der Ortskern des heutigen Freienfels bildete Mainlinten, dessen urkundliche Ersterwähnung im Jahr 750, deshalb auch diese von Freienfels ist. Im Archiv des Klosters Fulda heißt es, dass die verwitwete Gräfin Adaltrud ihre Besitztümer in Mainlinten und weiteren Orten dem Kloster schenkte.

### Gebietsreform
Die bis dahin selbständige Gemeinde Freienfels im ehemaligen Oberlahnkreis fusionierte im Zuge der Gebietsreform in Hessen zum 1. Dezember 1970 mit den selbstständigen Gemeinden Weinbach, Blessenbach und Gräveneck freiwillig zur neuen Großgemeinde Weinbach. Als Sitz der Gemeindeverwaltung wurde Weinbach bestimmt.
Für die eingegliederten Gemeinden sowie für die Kerngemeinde wurde je ein Ortsbezirk mit Ortsbeirat und Ortsvorsteher nach der Hessischen Gemeindeordnung gebildet.

### Ehemaliger Bahnanschluss
Um die reichen Rohstoffvorkommen in der abgelegenen Region besser abtransportieren zu können, begann man 1889 mit dem Bau einer von der bereits bestehenden Lahntalbahn abzweigenden Stichstrecke von Weilburg bis Weilmünster, die am 1. November 1890 feierlich eröffnet wurde. 1892 erfolgte die Eröffnung der Verlängerung von Weilmünster nach Laubuseschbach. 1909 ging die Verbindung zwischen Weilmünster und Grävenwiesbach in Betrieb, so dass Freienfels auch eine Verbindung nach Frankfurt am Main hatte.
Ab dem Winterfahrplan 1955 wurde der Personenverkehr auf der kurzen Stichbahn Weilmünster – Laubuseschbach komplett eingestellt, der Güterverkehr allerdings erst 1968. In den 60er Jahren schraubte man bewusst den Betrieb auf dem Stück Weilburg – Grävenwiesbach immer mehr zurück, so dass 1969 die endgültige Einstellung von Personen- und Güterverkehr zwischen Weilburg und Grävenwiesbach erfolgte. Die Strecken wurden komplett stillgelegt und ein Jahr später bereits abgebaut. Auf dem Reststück zwischen Weilmünster und Weilburg wurde noch bis Ende der 1980er Jahre Güterverkehr im Übergabeverfahren betrieben, der Personenverkehr kehrte nur noch durch einige wenige Sonderfahrten zeitweise zurück. Heute befinden sich auf den Bahnstrecken zum Teil Radwege.

### Staats- und Verwaltungsgeschichte im Überblick
Die folgende Liste zeigt die Staaten und Verwaltungseinheiten, denen Freienfels angehört(e):
- um 1300–1327: Heiliges Römisches Reich, Grafschaft Weilnau
- 1327–1331: Heiliges Römisches Reich, Herrschaft Runkel
- 1331–1355: Heiliges Römisches Reich, Nassau
- 1355–1466: Heiliges Römisches Reich, Grafschaft Nassau-Weilburg
- 1466–1686: Heiliges Römisches Reich, als nassauisches Lehen im Besitz der Herren von Schönborn
- 1686–1724: Heiliges Römisches Reich, im Besitz des dänischstämmigen Obristen Johann Ernst Freiherr von Friesensee
- 1724–1806 Heiliges Römisches Reich, Grafschaft/Fürstentum Nassau-Weilburg, Amt Weilburg
- ab 1606: Herzogtum Nassau, Amt Weilburg
- ab 1849: Herzogtum Nassau, Kreisamt Hadamar
- ab 1854: Herzogtum Nassau, Amt Weilburg
- ab 1867: Königreich Preußen, Provinz Hessen-Nassau, Regierungsbezirk Wiesbaden, Oberlahnkreis
- ab 1871: Deutsches Reich, Königreich Preußen, Provinz Hessen-Nassau, Regierungsbezirk Wiesbaden, Oberlahnkreis
- ab 1918: Deutsches Reich, Freistaat Preußen, Provinz Hessen-Nassau, Regierungsbezirk Wiesbaden, Oberlahnkreis
- ab 1944: Deutsches Reich, Freistaat Preußen, Provinz Nassau, Oberlahnkreis
- ab 1945: Deutsches Reich, Amerikanische Besatzungszone, Groß-Hessen, Regierungsbezirk Wiesbaden, Oberlahnkreis
- ab 1946: Deutsches Reich, Amerikanische Besatzungszone, Hessen, Regierungsbezirk Wiesbaden, Oberlahnkreis
- ab 1949: Bundesrepublik Deutschland, Hessen, Regierungsbezirk Wiesbaden, Oberlahnkreis
- ab 1968: Bundesrepublik Deutschland, Hessen, Regierungsbezirk Darmstadt, Oberlahnkreis
- ab 1974: Bundesrepublik Deutschland, Hessen, Regierungsbezirk Darmstadt, Landkreis Limburg-Weilburg
- ab 1981: Bundesrepublik Deutschland, Hessen, Regierungsbezirk Gießen, Landkreis Limburg-Weilburg

## Bevölkerung

### Einwohnerstruktur 2011
Nach den Erhebungen des Zensus 2011 lebten am Stichtag dem 9. Mai 2011 in Freienfels 420 Einwohner. Darunter waren 15 (3,6 %) Ausländer. Nach dem Lebensalter waren 63 Einwohner unter 18 Jahren, 180 zwischen 18 und 49, 87 zwischen 50 und 64 und 93 Einwohner waren älter. Die Einwohner lebten in 162 Haushalten. Davon waren 42 Singlehaushalte, 45 Paare ohne Kinder und 60 Paare mit Kindern, sowie 15 Alleinerziehende und keine Wohngemeinschaften. In 30 Haushalten lebten ausschließlich Senioren und in 111 Haushaltungen lebten keine Senioren.

### Einwohnerentwicklung
| Freienfels: Einwohnerzahlen von 1834 bis 2020 | Freienfels: Einwohnerzahlen von 1834 bis 2020 | Freienfels: Einwohnerzahlen von 1834 bis 2020 | Freienfels: Einwohnerzahlen von 1834 bis 2020 | Freienfels: Einwohnerzahlen von 1834 bis 2020 |
| --- | --------------------------------------------- | --------------------------------------------- | --------------------------------------------- | --------------------------------------------- |
| Jahr |                                               |                                               |                                               | Einwohner                                     |
| 1834 | 1834                                          |                                               | 171                                           | 171                                           |
| 1840 | 1840                                          |                                               | 187                                           | 187                                           |
| 1846 | 1846                                          |                                               | 198                                           | 198                                           |
| 1852 | 1852                                          |                                               | 203                                           | 203                                           |
| 1858 | 1858                                          |                                               | 199                                           | 199                                           |
| 1864 | 1864                                          |                                               | 204                                           | 204                                           |
| 1871 | 1871                                          |                                               | 216                                           | 216                                           |
| 1875 | 1875                                          |                                               | 218                                           | 218                                           |
| 1885 | 1885                                          |                                               | 235                                           | 235                                           |
| 1895 | 1895                                          |                                               | 211                                           | 211                                           |
| 1905 | 1905                                          |                                               | 231                                           | 231                                           |
| 1910 | 1910                                          |                                               | 256                                           | 256                                           |
| 1925 | 1925                                          |                                               | 258                                           | 258                                           |
| 1939 | 1939                                          |                                               | 272                                           | 272                                           |
| 1946 | 1946                                          |                                               | 398                                           | 398                                           |
| 1950 | 1950                                          |                                               | 382                                           | 382                                           |
| 1956 | 1956                                          |                                               | 400                                           | 400                                           |
| 1961 | 1961                                          |                                               | 390                                           | 390                                           |
| 1967 | 1967                                          |                                               | 388                                           | 388                                           |
| 1970 | 1970                                          |                                               | 404                                           | 404                                           |
| 1990 | 1990                                          |                                               | ?                                             | ?                                             |
| 2000 | 2000                                          |                                               | ?                                             | ?                                             |
| 2011 | 2011                                          |                                               | 420                                           | 420                                           |
| 2014 | 2014                                          |                                               | 457                                           | 457                                           |
| 2020 | 2020                                          |                                               | 434                                           | 434                                           |
| Datenquelle: Historisches Gemeindeverzeichnis für Hessen: Die Bevölkerung der Gemeinden 1834 bis 1967. Wiesbaden: Hessisches Statistisches Landesamt, 1968. Weitere Quellen: LAGIS; Gemeinde Weinbach; Zensus 2011 |                                               |                                               |                                               |                                               |

### Historische Religionszugehörigkeit
| • 1885: | 234 evangelische (= 99,57 %), ein katholischer (= 0,43 %) Einwohner |
| • 1961: | 337 evangelische (= 86,41 %), 47 katholische (= 12,05 %) Einwohner  |

## Kultur und Sehenswürdigkeiten

### Vereine
Auf Ortsebene bestehen die Vereine und Gruppen 1. FC Freienfels, Freiwillige Feuerwehr Freienfels e. V., gegründet 1934 (seit 12. März 1993 mit Jugendfeuerwehr), Förderverein Burgruine Freienfels e. V., Frauen- und Mädchenchor 1949 Freienfels e. V., Gymnastikgruppe Freienfels, Heimat- und Verschönerungsverein Freienfels, der FKK grün-weiß e. V. (Freienfelser Karnevals Klub), gegründet am 11. November 2003 und der Männergesangverein Eintracht 1859 Freienfels e. V.

### Regelmäßige Veranstaltungen
- Die „Freienfelser Ritterspiele“ ist eine der größten deutschen Mittelalterveranstaltungen, zu der sich jährlich Hunderte von Akteuren und Tausende von Zuschauern aus ganz Europa einfinden.

## Infrastruktur
- In der Ortschaft sorgt die Freiwillige Feuerwehr Freienfels, gegründet 1934 (seit 12. März 1993 mit Jugendfeuerwehr) für den abwehrenden Brandschutz und die allgemeine Hilfe.
- Es existieren in Freienfels das Dorfgemeinschaftshaus in der Brunnenstraße, der Sportplatz, ein Kinderspielplatz, eine Grillhütte und Wander- und Radwege.